# بایان‌دلگر (سوخ‌باتور)
شهرستان بایان‌دِلگِر (به زبان مغولی: Баяндэлгэр сум، [Bajandelger sum]؛ ᠪᠠᠶ᠋ᠠᠨ ᠳᠡᠯᠭᠡᠷ ᠰᠤᠮᠤ، [bayan delger sumu]) یک شهرستان (سُوم) در مغولستان است که در استان سوخ‌باتور واقع شده‌است. بایان‌دِلگِر ۵٬۰۸۳ نفر جمعیت دارد و ۱٬۱۱۰ متر بالاتر از سطح دریا واقع شده‌است.

## تقسیمات اداری
شهرستان بایان‌دِلگِر متشکل از ۶ قصبه (باغ) می‌باشد، شامل:
- بایان (مغولی: Баян баг، [Bajan bag]؛ ᠪᠠᠶ᠋ᠠᠨ ᠪᠠᠭ، [bayan baɣ])
- توف (مغولی: Төв баг، [Töv bag]؛ ᠲᠥᠪ ᠪᠠᠭ، [töb baɣ])
- خونغور (مغولی: Хонгор баг، [Xongor bag]؛ ᠬᠣᠩᠭᠣᠷ ᠪᠠᠭ، [qoŋɣor baɣ])
- دِلگِر (مغولی: Дэлгэр баг، [Delger bag]؛ ᠳᠡᠯᠭᠡᠷ ᠪᠠᠭ، [delger baɣ])
- دوخوم (مغولی: Дөхөм баг، [Döxöm bag]؛ ᠳᠥᠬᠦᠮ ᠪᠠᠭ، [döküm baɣ])
- شیریت (مغولی: Ширээт баг، [Šireet bag]؛ ᠰᠢᠷᠡᠭᠡᠲᠦ ᠪᠠᠭ، [širegetü baɣ])